# Richard Lester
Richard Lester, nato Richard Lester Liebman (Filadelfia, 19 gennaio 1932), è un regista statunitense.

## Biografia
Di origine ebraica, fu una sorta di bambino prodigio e a soli 15 anni di età cominciò a frequentare l'Università della Pennsylvania, dove iniziò a sviluppare il suo interesse per il cinema britannico, in modo particolare per le Ealing Comedies. Nel 1953 si trasferì a Londra e cominciò a lavorare come regista in una televisione indipendente. Un suo show di varietà catturò l'attenzione di Peter Sellers e dalla loro collaborazione nacque una serie di spettacoli televisivi di grande successo: The Idiot Weekly, Price 2d, A Show Called Fred e Son of Fred.

### Carriera cinematografica
Un cortometraggio di Lester realizzato insieme a Spike Milligan e Peter Sellers - The Running Jumping & Standing Still Film - fu uno dei preferiti dei Beatles e in particolare di John Lennon. Così, quando nel 1964 la band fu messa sotto contratto per girare un film, i quattro scelsero Lester in una rosa di candidati registi. Tutti per uno ebbe un incredibile impatto, mostrando un lato esagerato e semplificato dei Beatles come personaggi e contribuì non poco al loro successo di marketing globale. Molte delle innovazioni stilistiche del film sopravvivono tuttora come pietre miliari nella realizzazione dei video musicali, in particolare per quel che riguarda le riprese di un'esibizione live. Lester diresse il secondo film dei Beatles, Aiuto!, nel 1965. Divenne il regista che traspose su pellicola l'atmosfera della swinging London anche nei film seguenti, come nelle due commedie-sexy Non tutti ce l'hanno (1965), che vinse la Palma d'oro al Festival di Cannes e Petulia (1968).
Nel frattempo, nel 1967 Lester girò il surreale film anti-bellico Come ho vinto la guerra, interpretato da John Lennon, che definì "anti-anti-guerra"; Lester sosteneva che i film contro la guerra si limitavano a contrastare i "cattivi" crimini di guerra con altre guerre combattute per "buone" cause, quindi il suo intento fu di andare oltre, per mostrare come la guerra in ogni caso è fondamentalmente contro l'umanità. Il suo fu un film veramente pacifista e inusuale per l'epoca. Sebbene ambientato nella Seconda guerra mondiale, fu fortemente influenzato dalla contemporanea Guerra del Vietnam tanto che ad un certo punto, come spezzando le barriere temporali, vi si riferisce direttamente. Negli anni settanta, Lester diresse altri film spaziando tra i vari generi: il catastrofico Juggernaut (1974), il romantico e nostalgico Robin e Marian (1976), con Sean Connery e Audrey Hepburn e il "romance" Cuba (1979), ancora con Connery. Tuttavia i suoi più grandi successi commerciali in questo periodo furono I tre moschettieri (1973) e il suo sequel Milady (1974).

### Superman
Nel 1978 i produttori cinematografici Ilya e Alexander Salkind (che già avevano prodotto per lui i due film tratti dai libri di Alexandre Dumas) lo portarono a rivestire il ruolo di produttore non accreditato di Superman e Superman II, pellicole che vennero girate insieme. Si trovò quasi preso in mezzo tra i produttori e il regista Richard Donner. Quando l'uscita di Superman era prossima, la produzione del sequel fu fermata per concentrare gli sforzi sul primo film. Quando il primo Superman uscì nelle sale alla fine del 1978, i Salkind si concentrarono sulla produzione del secondo film senza informare Donner e piazzando Lester come regista, che quindi completò le riprese.
Sebbene Donner avesse girato circa il 75% del film, Lester rigirò buona parte delle scene originali, risultando alla fine come l'unico regista accreditato del secondo film. Gene Hackman, che impersonava Lex Luthor, non ritornò sul set. Lester usò quindi per il suo personaggio solo le scene girate in precedenza da Donner. Di questo secondo film esiste una versione televisiva che recupera anche parte del lavoro di Donner. Mentre nel novembre del 2006 il materiale girato da Donner fu riedito in Superman II: The Richard Donner Cut, in cui delle scene girate da Lester vengono utilizzate solo quelle necessarie a coprire i vuoti del lavoro di Donner. In seguito Lester diresse anche Superman III nel 1983.

### Ultimi anni
Nel 1988 Lester riunì l'intero cast dei Moschettieri per un nuovo film, Il ritorno dei tre moschettieri. Tuttavia, durante le riprese in Spagna, l'attore Roy Kinnear, suo amico, morì cadendo da cavallo. Lester terminò il film, quindi si ritirò dall'attività di regia, e da allora ritornò a dirigere solo un video musicale per l'amico Paul McCartney nel 1991, Get Back. Nel 1993 presentò Hollywood UK, una serie in cinque parti sul cinema britannico degli anni sessanta per la BBC.
Negli ultimi anni il regista Steven Soderbergh è stato uno di quelli che più volte ha mostrato attenzione al lavoro e all'influenza dell'opera di Lester. Soderbergh nel 1999 scrisse un libro, Getting Away With It, che in gran parte è costituito da interviste con Lester.

## Filmografia

### Cinema
- The Running Jumping & Standing Still Film, co-regia di Peter Sellers – cortometraggio (1960)
- It's Trad, Dad! (1962)
- Mani sulla luna (The Mouse on the Moon) (1963)
- Tutti per uno (A Hard Day's Night) (1964)
- Non tutti ce l'hanno (The Knack ...and How to Get It) (1965)
- Aiuto! (Help!) (1965)
- Dolci vizi al foro (A Funny Thing Happened on the Way to the Forum) (1966)
- Come ho vinto la guerra (How I Won the War) (1967)
- Petulia (1968)
- Mutazioni (The Bed-Sitting Room) (1969)
- I tre moschettieri (The Three Musketeers) (1973)
- Juggernaut (1974)
- Milady (The Four Musketeers) (1974)
- Royal Flash - L'eroico fifone (Royal Flash) (1975)
- Robin e Marian (Robin and Marian) (1976)
- Il vizietto americano (The Ritz) (1976)
- Il ritorno di Butch Cassidy & Kid (Butch and Sundance: The Early Days) (1979)
- Cuba (1979)
- Superman II (1980) - (co-regista con Richard Donner)
- Superman III (1983)
- Il treno più pazzo del mondo (Finders Keepers) (1984)
- Il ritorno dei tre moschettieri (The Return of the Musketeers) (1989)
- Get Back – documentario (1991)

### Televisione
- The Vise – serie TV (1954)
- The Idiot Weekly, Price 2d – serie TV (1956)
- A Show Called Fred – serie TV (1956)
- Son of Fred – serie TV (1956)
- After Hours – serie TV (1958)
- Room at the Bottom – serie TV (1964)